# Fibii
Fibii (* 5. Januar 2006 in Sachsen; bürgerlich Fibii Evelyn Pfeifer), auch xFibii, ist eine deutsche Webvideoproduzentin und Streamerin.

## Leben
Fibii wurde in Sachsen geboren. Im Alter von vier Jahren begann sie mit dem Videospielen, das auch die Inhalte ihrer Videos prägt.
Im Mai 2021 wurde sie von der E-Sport- und Lifestyle-Organisation Wave Esports (kurz: WAVE) als Content Creator unter Vertrag genommen. Sie ist als erste Streamerin überhaupt Mitglied der Organisation. Fibii schloss die Schule nach der zehnten Klasse ab, um als Vollzeit-Streamerin arbeiten zu können.

### Gamescom 2023
In einem Podcast mit dem Webvideoproduzenten Tim Gabel erzählte Fibii, dass sie während der Gamescom 2023 auf der Rückbank eines Autos von zwei männlichen Influencern „körperlich sehr unangenehm“ angefasst worden sei. Die beiden hätten außerdem heimlich Bilder gemacht und verschickt und sie mit Blicken und Sprüchen zusätzlich verunsichert. Zu dem Zeitpunkt war Fibii 17 Jahre alt. Namen und konkretere Details nannte sie nicht.
Bereits zu anderen Zeitpunkten zeigte sich Fibii, die bereits als Minderjährige Erfolg, aber auch damit verbundene Probleme auf Twitch hatte, schockiert über die ungewollte Sexualisierung von Streamerinnen. Mehrmals äußerte sie sich medial wirksam über die Oberflächlichkeiten oder Fragen nach einem OnlyFans-Profil, denen besonders Streamerinnen häufig ausgesetzt sind. Auch pornographische Deepfake-Bilder seien ein großes Problem.

## Medial

### Twitch
Fibii begann mit dem Streaming, inspiriert durch Freunde, ab Sommer 2019 auf Twitch. Seit Anfang 2020 streamt sie auf der Plattform regelmäßig. Ihren Durchbruch auf Twitch hatte Fibii im Jahr 2022, als sie in der ersten Jahreshälfte die deutsche Streamerin mit dem größten Followerzuwachs war und auch insgesamt auf Rang vier lag. In diesem Jahr war sie außerdem zeitweise unter den Top-10 weltweit meistgesehen Streamerinnen, womit sie in Deutschland sogar auf dem ersten Platz lag. Ursache der wachsenden Bekanntheit war wohl die Mitgliedschaft bei Wave Esports und ihr Auftreten in verschiedenen Twitch-Highlight-Videos. Dieser Aufstieg erregte sowohl bei großen Streamern wie MontanaBlack, Trymacs und Knossi als auch bei verschiedenen Medien Aufmerksamkeit.
Im Jahr 2023 stieg Fibiis Popularität erneut an, unter anderem gewann sie über 250.000 neue Follower, hatte aber auch mit Herausforderungen zu kämpfen. Unter anderem trennte sie sich von ihrem Freund, dem Streamer xRohat, wodurch die bereits vorher von Fans vermutete Beziehung öffentlich wurde. In der Folge gab es auch öffentlichen Streit zwischen den Streamern. Rohat bereute dies später und laut Presseberichten schienen sich die beiden wieder versöhnt zu haben, in der Zwischenzeit gab es jedoch einige Hate-Nachrichten gegen Fibii. Generell hatte sie häufiger Probleme mit überdurchschnittlich vielen negativen Kommentaren, sodass unter anderem ihre Streamer-Freunde und Kollegen Reved und EliasN97 sie gegen den häufigen Vorwurf verteidigten, da zu sein, „wo der Hype ist“. Auch aufgrund ihres untypischen Berufs in ihrem jungen Alter bekam Fibii im Alltag Kritik.
2024 konnte Fibii ihre Popularität erneut steigern. Außerdem brachte sie, wie bereits andere Influencer, ein eigenes Getränk, den Goodie-Eistee, auf den Markt.
Fibiis Inhalte begannen mit dem Shooter Fortnite, mittlerweile spielt sie allerdings seit einiger Zeit überwiegend Valorant. Generell bestehen ihre Inhalte zu großen Teilen aus verschiedenen Videospielen, aber auch anderen Kategorien, wie IRL oder Just Chatting, bestehend aus Reactions und Gesprächen mit dem Chat.

### YouTube
Im Alter von 10 Jahren eröffnete sie ihren Kanal auf YouTube und begann somit ihre Online-Karriere. Auf ihrem YouTube-Kanal Fibii lädt sie neben Stream-Highlights auch regelmäßig Vlogs und Reactions hoch.
2024 nahm sie an der zweiten Staffel von Manhunt in Bangkok teil.